# Alnilam
Alnilam (Epsilon Orionis, ε Ori) – jedna z jaśniejszych gwiazd w gwiazdozbiorze Oriona (obserwowana wielkość gwiazdowa: +1,69m), odległa od Słońca o około 1340 lat świetlnych. Jest środkową gwiazdą pasa Oriona.

## Nazwa

Położenie w gwiazdozbiorze

Nazwa Alnilam wywodzi się z języka arabskiego. Słowo ‏النظام‎ an-niṭām oznacza „sznurek pereł” i jest inną nazwą pasa Oriona. Międzynarodowa Unia Astronomiczna w 2016 formalnie zatwierdziła użycie nazwy Alnilam dla określenia tej gwiazdy.

## Charakterystyka fizyczna

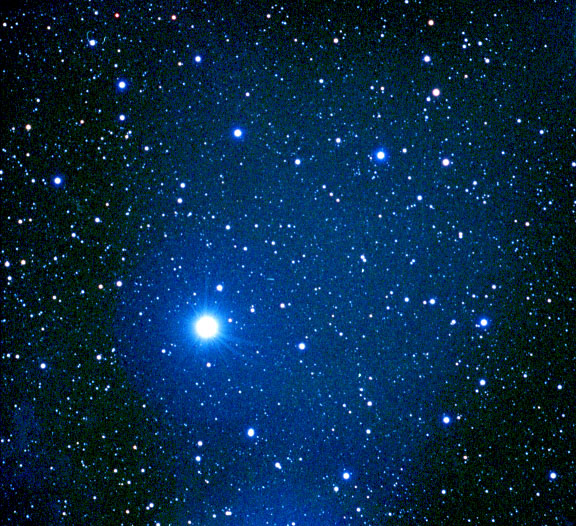
Gwiazda Alnilam oświetlająca mgławicę NGC 1990

Wielkość absolutna tej gwiazdy to −6,38m. Jest to błękitny nadolbrzym, gwiazda należąca do typu widmowego B0. Jest bardzo gorąca i jasna, ma temperaturę 25 000 K i jasność 375 000 razy większą niż jasność Słońca, przy czym znaczna część energii jest wypromieniowywana w ultrafiolecie. Promieniowanie oświetla otaczającą mgławicę NGC 1990. Masa gwiazdy jest oceniana na podstawie jasności na około 40 mas Słońca. Jak wiele nadolbrzymów, Alnilam traci masę przez wiatr gwiazdowy uciekający z niej z prędkością do 2000 km/s, w tempie około dwóch milionowych masy Słońca na rok (20 milionów razy więcej niż Słońce). Choć ma tylko około 4 milionów lat, kończy już lub zakończył syntezę wodoru w hel w jądrze i rozpoczął przemianę w czerwonego nadolbrzyma. W tym stadium będzie jaśniejszy niż Betelgeza leżąca w tym samym gwiazdozbiorze. W przyszłości eksploduje jako supernowa.